# Brandon Maïsano
Brandon Maïsano (ur. 24 czerwca 1993 w Cannes) – francuski kierowca wyścigowy.

## Życiorys

### Formuła Abarth/Włoska Formuła 4
Brandon karierę rozpoczął w roku 2004, od startów w kartingu. W 2010 roku zadebiutował w serii wyścigów samochodów jednomiejscowych – Formule Abarth. Już w pierwszym podejściu sięgnął w niej po tytuł mistrzowski, będąc siedmiokrotnie na podium, z czego czterokrotnie na jego najwyższym stopniu. Poza tym trzykrotnie uzyskał najszybszy czas okrążenia w wyścigu, a także okazał się najlepszy w jednej sesji kwalifikacyjnej, na włoskim torze Monza.
W 2014 roku wystartował w mistrzostwach Włoskiej Formuły 4, które zastąpiły Formułę Abarth. Był klasyfikowany jedynie w trofeum, gdzie wygrał siedemnaście z 21 wyścigów, a w dziewiętnastu stawał na podium. Zdobył tytuł mistrzowski.

### Formuła 3
W sezonie 2011 Francuz awansował do Włoskiej Formuły 3. Maisano sześciokrotnie meldował się w czołowej trójce, osiągając przy tym dwa razy jego najwyższy stopień. Na torze w Adria sięgnął po jedyne pole position, natomiast punkty za najszybsze okrążenie zdobywał dwukrotnie. Ostatecznie zmagania zakończył na 4. miejscu.
W 2015 roku Francuz powrócił do startów w bolidach F3. Ścigał się w Mistrzostwach Europy tej kategorii. Brandon reprezentował barwy mistrzowskiej ekipy Prema Powerteam, jednak wyraźnie odstawał wynikami od swoich zespołowych partnerów. Podczas rundy na austriackim torze Red Bull Ring zerwał współpracę z włoską ekipą i już nie pojawił się do końca sezonu na liście startowej. Punktując w 13 z 23 wyścigów, w których wziął udział, rywalizację zakończył na 15. miejscu. Najwyższa lokatę odnotował na belgijskim torze Spa-Francorchamps, gdzie w drugim starcie był czwarty.

### Toyota Racing Series
W przerwie zimowej sezonu 2015 Francuz nawiązał współpracę z ekipą M2 Competition. Maisano zaliczył słabszy początek sezonu, jednak w (tylko trzykrotnie znalazł się na podium, w tym jedno zwycięstwo), jednak w jego drugiej połowie sukcesywnie piął się w klasyfikacji generalnej, notując sześć miejsc w pierwszej trójce, w tym aż czterech na najwyższym stopniu. Ostatecznie Francuz sięgnął po tytuł wicemistrzowski (do Kanadyjczyka Lance Strolla stracił jednak ponad sto punktów). Wygrał łącznie pięć wyścigów, uzyskał pięć najszybszych okrążeń oraz czterokrotnie sięgał po pole position.

### Seria GP3
W sezonie 2015 wystartował w rundzie GP3 na włoskim torze Autodromo Nazionale di Monza. Reprezentując barwy hiszpańskiego teamu Campos Racing, Maisano dojechał do mety odpowiednio na dwunastym i trzynastym miejscu.

## Wyniki

### GP3
| Legenda oznaczeń w tabelach wyników Wyświetl szablon na nowej stronie | Legenda oznaczeń w tabelach wyników Wyświetl szablon na nowej stronie                                                                     |
| Oznaczenie                                                            | Wyjaśnienie |
| --------------------------------------------------------------------- | --- |
| Złoty                                                                 | Zwycięzca lub mistrzostwo |
| Srebrny                                                               | 2. miejsce lub wicemistrzostwo |
| Brązowy                                                               | 3. miejsce lub II wicemistrzostwo |
| Zielony                                                               | Ukończył, punktował (w klasyfikacji generalnej, gdy zdobył co najmniej jeden punkt na przestrzeni sezonu, poza trzema powyższymi opcjami) |
| Niebieski                                                             | Ukończył, nie punktował (w klasyfikacji generalnej, gdy nie zdobył co najmniej jednego punktu na przestrzeni sezonu)                      |
| Czerwony                                                              | Nie zakwalifikował się (NZ) |
| Czerwony                                                              | Nie prekwalifikował się (NPK) |
| Różowy                                                                | Nie ukończył (NU) |
| Różowy                                                                | Niesklasyfikowany (NS) (w klasyfikacji generalnej, gdy nie został sklasyfikowany w żadnym wyścigu sezonu)                                 |
| Czarny                                                                | Zdyskwalifikowany (DK) |
| Czarny                                                                | Wykluczony (WYK/EX) |
| Biały                                                                 | Nie wystartował (NW) |
| Biały                                                                 | Kontuzjowany (K/INJ) |
| Biały                                                                 | Wyścig odwołany (OD/C) |
| Bez koloru                                                            | Został wycofany (WYC/WD) |
| Bez koloru                                                            | Nie przybył (NP/DNA) |
| Bez koloru                                                            | Nie brał udziału w treningach (NT/DNP) |
| Bez koloru                                                            | Nie został zgłoszony (–) |
| Pogrubienie                                                           | Start z pole position |
| Kursywa                                                               | Najszybsze okrążenie wyścigu |
| †                                                                     | Nie ukończył, ale jego rezultat został zaliczony ze względu na przejechanie więcej niż 90% dystansu wyścigu.                              |
| *                                                                     | Sezon w trakcie |
| 1/2/3                                                                 | Punktowana pozycja w sprincie kwalifikacyjnym                                                                                             |
| Lista systemów punktacji Formuły 1                                    | |

| Rok  | Zespół        | Wyniki w poszczególnych eliminacjach | Wyniki w poszczególnych eliminacjach | Wyniki w poszczególnych eliminacjach | Wyniki w poszczególnych eliminacjach | Wyniki w poszczególnych eliminacjach | Wyniki w poszczególnych eliminacjach | Wyniki w poszczególnych eliminacjach | Wyniki w poszczególnych eliminacjach | Wyniki w poszczególnych eliminacjach | Wyniki w poszczególnych eliminacjach | Wyniki w poszczególnych eliminacjach | Wyniki w poszczególnych eliminacjach | Wyniki w poszczególnych eliminacjach | Wyniki w poszczególnych eliminacjach | Wyniki w poszczególnych eliminacjach | Wyniki w poszczególnych eliminacjach | Wyniki w poszczególnych eliminacjach | Wyniki w poszczególnych eliminacjach | Punkty | Pozycja |
| ---- | ------------- | ------------------------------------ | ------------------------------------ | ------------------------------------ | ------------------------------------ | ------------------------------------ | ------------------------------------ | ------------------------------------ | ------------------------------------ | ------------------------------------ | ------------------------------------ | ------------------------------------ | ------------------------------------ | ------------------------------------ | ------------------------------------ | ------------------------------------ | ------------------------------------ | ------------------------------------ | ------------------------------------ | ------ | ------- |
| 2015 | Campos Racing | ESP                                  | ESP                                  | AUT                                  | AUT                                  | GBR                                  | GBR                                  | HUN                                  | HUN                                  | BEL                                  | BEL                                  | ITA                                  | ITA                                  | RUS                                  | RUS                                  | BHR                                  | BHR                                  | ARE                                  | ARE                                  | 0      | 25      |
| 2015 | Campos Racing | -                                    | -                                    | -                                    | -                                    | -                                    | -                                    | -                                    | -                                    | -                                    | -                                    | 12                                   | 13                                   | -                                    | -                                    | -                                    | -                                    | -                                    | -                                    | 0      | 25      |

### Podsumowanie
| Sezon | Seria                | Zespół              | Wyścigi | Zwycięstwa | PP | NO | Podium | Punkty | Pozycja |
| ----- | -------------------- | ------------------- | ------- | ---------- | -- | -- | ------ | ------ | ------- |
| 2010  | Formuła Abarth       | BVM – Target Racing | 14      | 4          | 2  | 3  | 7      | 128    | 1       |
| 2011  | Włoska Formuła 3     | BVM – Target Racing | 16      | 2          | 1  | 2  | 6      | 116    | 4       |
| 2012  | Włoska Formuła 3     | Prema Powerteam     | 24      | 3          | 2  | 3  | 14     | 229    | 3       |
| 2013  | European F3 Open     | DAV Racing          | 2       | 0          | 0  | 0  | 0      | 10     | 16      |
| 2014  | Włoska Formuła 4     | Prema Powerteam     | 21      | 17         | 14 | 20 | 19     | 406    | 1       |
| 2015  | Toyota Racing Series | M2 Competition      | 16      | 5          | 4  | 5  | 8      | 798    | 2       |
| 2015  | Europejska Formuła 3 | Prema Powerteam     | 24      | 0          | 0  | 0  | 0      | 53     | 15      |
| 2015  | Seria GP3            | Campos Racing       | 2       | 0          | 0  | 0  | 0      | 0      | 25      |